# Saint-Michel-en-Brenne

Saint-Michel-en-Brenne este o comună în departamentul Indre, Franța. În 1 ianuarie 2022 avea o populație de 318 de locuitori.